# Meus Prêmios Nick 2005
O Meus Prêmios Nick 2005 é a sexta edição da premiação. Ocorreu no dia 1º de outubro. A premiação reuniu em sua divertida cerimônia mais de 15.000 crianças e familiares. O evento foi comandado pelo ator Márcio Garcia.

## Apresentações
- Felipe Dylon – "Ciúme"
- Rouge – "Ragatanga" / "Vem Habib (Wala Wala)"
- Kelly Key – "Escuta Aqui Rapaz"
- Marjorie Estiano – "Você Sempre Será"
- Leela – "Odeio Gostar"
- Detonautas – "Só Por Hoje"
- B5 – "Só Mais Uma Vez"
- Negra Li – "Exercito do Rap"
- Capital Inicial e Helião – "Não Olhe Pra Trás"

## Vencedores

### Desenho Animado Favorito
- Bob Esponja

### Videogame Favorito
- The Sims

### Filme do Ano
- Os Incríveis

### Banda Favorita
- CPM 22

### Cantor do Ano
- Marcelo D2

### Programa de TV Favorito
- Malhação

### Música do Ano
- Um Minuto Para o Fim do Mundo - CPM 22

### Vídeo Clip Nacional Favorito
- Semana Que Vem - Pitty

### Atleta Favorito
- Robinho

### Gata do Ano
- Cléo Pires

### Gato do Ano
- Felipe Dylon

### Atriz Favorita
- Juliana Silveira

### Ator Favorito
- Rodrigo Santoro e Sérgio Hondjakoff (empate)

### Cantora do Ano
- Pitty

### Revelação do Ano
- Marjorie Estiano

### Artista Internacional Favorita
- Avril Lavigne

### Trabalho Solidário
- Os Doutores da Alegria

### Trajetória
- Capital Inicial